# آرفيند غوبتا
آرفيند غوبتا (بالإنجليزية: Arvind Gupta)‏ هو عالم حاسوب هندي، ولد في 1961 في جالاندهار في الهند.